# Deutsche Gesellschaft für Gesundheitsökonomie
Die Deutsche Gesellschaft für Gesundheitsökonomie (dggö) ist eine wissenschaftliche Fachgesellschaft der deutschen Gesundheitsökonomen. Der Verein fördert Wissenschaft, Forschung und wissenschaftliche Politikberatung auf dem Gebiet der Gesundheitsökonomie. Die Gesellschaft ist Mitglied in der Arbeitsgemeinschaft der Wissenschaftlichen Medizinischen Fachgesellschaften sowie der European Health Economics Association (EuHEA) und assoziiertes Mitglied der International Health Economics Association (iHEA).

## Aktivitäten
Zu ihren Aufgaben gehören auch die Durchführung wissenschaftlicher Veranstaltungen wie die Jahrestagung und Forschungsvorhaben sowie die Vergabe von Preisen und Auszeichnungen.

## Jahrestagungen
Die erste Jahrestagung  wurde im März 2009 in Hannover („Mit Wissen Zukunft gestalten“) durchgeführt. Die zweite Jahrestagung im März 2010 in Berlin hatte das Thema „Money meets medicine“. Die dritte Jahrestagung im März 2011 in Bayreuth stand unter dem Thema „Finanzierung des Gesundheitswesens – Effizienz und Gerechtigkeit“. Die vierte Jahrestagung im März 2012 in Konstanz stand unter dem Thema „Priorisierung und Rationierung im Gesundheitswesen“. Die fünfte Jahrestagung wurde im März 2013 in Essen unter dem Thema „Steuerung der Gesundheitsversorgung“ abgehalten. Geleitet wurde sie von Jürgen Wasem. Die sechste Jahrestagung im März 2014 in München zum Thema Ökonomie und Management von Krankheiten stand unter der Leitung von Reiner Leidl. Wolfgang Greiner leitete im März 2015 die siebte Jahrestagung unter der Überschrift „Gesundheit in den Regionen – Zwischen Versorgungsanspruch und Kostenverteilung“ in Bielefeld. Die achte Jahrestagung in Berlin im März 2016 zum Rahmenthema „Gesundheitssysteme verbessern: Gemeinsame Herausforderung für Wissenschaft und Politik“ leitete Reinhard Busse. Die neunte Jahrestagung an der Universität Basel im März 2017 hatte das Thema „Vertragswettbewerb in der Krankenversicherung“. Die 10. Jahrestagung fand im März 2018 unter der Überschrift „Medizin und Ökonomie im Dialog“ in Hamburg statt. Die 11. Jahrestagung wurde im März 2019 unter der Überschrift „Gesundheitsverhalten und Prävention“ in Augsburg abgehalten. Die für den März 2020 in Wuppertal geplante Jahrestagung fiel wegen der Corona-Epidemie aus. Die 13. Jahrestagung fand im März 2021 als virtuelle Tagung unter der Überschrift „Health Technology Assessment und Versorgungsentscheidungen“ in Nürnberg-Erlangen statt.

## Ausschüsse
Neben der Jahrestagung findet das wissenschaftliche Leben der Gesellschaft insbesondere in Ausschüssen statt. Derzeit bestehen u. a. Ausschüsse für Ökonomische Evaluation, Stationäre Versorgung, Entwicklungszusammenarbeit, Krankenversicherung, Versorgungsforschung, Verteilung – Vergütung und Erstattung, Gesundheitswirtschaft und eHealth und Nachwuchswissenschaftler.

## Publikationen
Offizielles Organ der Deutschen Gesellschaft für Gesundheitsökonomie ist die Fachzeitschrift Gesundheitsökonomie und Qualitätsmanagement, die zweimonatlich im Georg Thieme Verlag erscheint.
Das European Journal of Health Economics beziehen Mitglieder der Gesellschaft durch ihre Mitgliedschaft.

## Leitlinien zur Behandlung
Die Gesellschaft entwickelt zu Themen ihres Fachgebiets medizinische Leitlinien, die im Rahmen des AWMF-Leitlinienprogramms veröffentlicht werden.

## Ehrungen
Die Gesellschaft vergibt unter anderem folgende Preise:
- Wissenschaftspreis der dggö zur Förderung der Forschung im Bereich der Gesundheitsökonomie. Ausgezeichnet wird die beste gesundheitsökonomische Publikation des Jahres.
- Gérard-Gäfgen-Medaille, benannt nach Gérard Gäfgen, für Personen, die sich um die Entwicklung der Gesundheitsökonomie in Deutschland in besonderer Weise verdient gemacht hat haben. Bisherige Preisträger waren:[12]

- 2011: Peter Oberender
- 2012: Peter Zweifel
- 2013: Dieter Cassel
- 2014: Klaus-Dirk Henke
- 2015: Eberhard Wille
- 2016: Uwe E. Reinhardt
- 2017: Hans-Jürgen Firnkorn
- 2018: Johann-Matthias Graf von der Schulenburg
- 2019: Stefan Felder
- 2021: Friedrich Breyer[13]
- 2022: Marlies Ahlert[14]

## Geschichte
Die Deutsche Gesellschaft für Gesundheitsökonomie e. V. (dggö) wurde am 17. Oktober 2008 gegründet. Seit 2010 ist sie Mitglied der AWMF.
Gründungsmitglieder waren Volker Amelung (Hannover), Bernd Brüggenjürgen (Berlin), Friedrich Breyer (Konstanz), Reinhard Busse (Berlin), Christian Ernst Stuttgart-Hohenheim, Stefan Felder (Basel), Wolfgang Greiner (Bielefeld), Klaus Henke (Berlin), Mathias Kifmann (Hamburg), Joachim Kugler (Dresden), Reinhard Rychlik (Bochum), Michael Schlander (Ludwigshafen am Rhein), Oliver Schöffski (Nürnberg), Volker Ulrich (Bayreuth), Matthias Graf von der Schulenburg (Hannover), Gründungsvorsitzender, Eberhard Wille (Mannheim) Stefan Willich (Berlin)